# لودفيغ لورينز
لودفيغ لورينز (بالدنماركية: Ludvig Lorenz)‏ هو فيزيائي ورياضياتي دنماركي، ولد في 18 يناير 1829 في هيليسينكور في الدنمارك، وتوفى في 9 يونيو 1891 في فريدريكسبرغ في الدنمارك.